# Jakow Skomorochin
Jakow Pawłowicz Skomorochin, ros. Яков Павлович Скоморохин (ur. 8 października?/21 października 1913 w Zalimanie, Gubernia woroneska, zm. 1987) – generał major, funkcjonariusz radzieckich służb specjalnych KGB, szef przedstawicielstwa KGB przy MSW w Polsce.

## Życiorys
Absolwent Moskiewskiego Państwowego Instytutu Pedagogicznego im. K. Liebknechta, po ukończeniu którego pracował w charakterze nauczyciela, m.in. pełniąc funkcję kierownika wiejskiej szkoły.
W 1939 przeszedł do organów bezpieczeństwa państwowego; służył w wywiadzie i kontrwywiadzie. M.in. przypuszczalnie był naczelnikiem XI Wydziału Pierwszego Zarządu Głównego KGB (łączności z organami bezpieczeństwa państw socjalistycznych), wywiadu (1964-), starszym doradcą KGB przy MSW w Warszawie (1968-1971), i kierownikiem Grupy „Narew” KGB w Warszawie (1971-1973). Przeszedł na emeryturę w połowie lat 70 XX w. W 2013 Związek Weteranów Kontrwywiadu (Ассоциация ветеранов контрразведки – РОО «Веткон») obchodził 100-lecie jego urodzin.

## Odznaczenia
- Order Rewolucji Październikowej
- Order Czerwonego Sztandaru (dwukrotnie)
- Order Czerwonego Sztandaru Pracy
- Odznaka „Honorowy Funkcjonariusz Bezpieczeństwa”

I medale.